# Pürgotelész
Pürgotelész (i. e. 4. század vége) görög gemmavésnök.
Nagy Sándor kizárólag számára engedélyezte, hogy arcképét smaragdba vésse.